# Bruchhöfen (Bruchhausen-Vilsen)
Bruchhöfen ist ein Ortsteil des Fleckens Bruchhausen-Vilsen im niedersächsischen Landkreis Diepholz.

## Geographie und Verkehrsanbindung
Der Ort liegt nordwestlich des Kernortes Bruchhausen-Vilsen und südöstlich von Uenzen an der Kreisstraße K 129. Östlich des Ortes fließt die Eiter, ein linker Zufluss der Weser.

## Baudenkmale
In der Liste der Baudenkmale in Bruchhausen-Vilsen sind für Bruchhöfen drei Baudenkmale aufgeführt.